# Saad Lamjarred
Saad Lamjarred, nato Saad Bachir Lamjarred (in arabo سعد البشير لمجرد‎?; Rabat, 7 aprile 1985), è un cantautore, attore, ballerino e produttore discografico marocchino.

## Biografia
Saad è nato da Bachir Abdou, un cantante classico marocchino, e Nezha Regragui, attrice e comica. Sin dalla tenera età, Lamjarred ebbe un particolare interesse nel suonare il pianoforte, oltre ad iniziare a cantare già all'età di quattro anni. Lamjarred ha poi proseguito gli studi al Conservatorio di Musica di Rabat, dove ha studiato musica, teoria artistica e danza. Ha eseguito molte produzioni in cui ha collaborato con suo padre. Lamjarred si trasferì negli Stati Uniti nel 2001 e cita questa come una delle principali fonti di ispirazione per la sua musica, accreditando l'esperienza per averlo esposto alla musica occidentale e avendo avuto un effetto determinante sul suo stile e sul tipo di artista nel quale si voleva identificare.

## Carriera
Nel 2007, Lamjarred ha preso parte a Super Star, un popolare show televisivo di talent arabo, e si è piazzato al secondo posto nella quarta stagione della serie vinta dal tunisino Marwan Ali.
Nel 2011, Lamjarred ha iniziato la sua carriera di attore, interpretando il ruolo del protagonista maschile in Ahlam Nassim, una soap opera marocchina. Ha pubblicato un album nel 2013, intitolato Wala Aalik. Quello stesso anno, pubblicò altri due EP, intitolati Salina ed Enty. La canzone del titolo di quest'ultimo, "Enty" (in arabo أنتي‎?), è diventato uno dei più grandi successi di Lamjarred e gli ha valso un premio al Méditel Morocco Music Awards 2014, così come una nomination come Best Middle East Act agli MTV Europe Music Awards 2014.
Lamjarred è stato anche nominato come Best Middle East Act agli MTV Europe Music Awards 2014. Ha vinto il Murex d'Or nella categoria "Migliore canzone araba" per la sua canzone del 2014, "Enty".
Il video musicale del suo singolo di successo del 2015, "LM3ALLEM" (in arabo لمعلم‎?), ha ottenuto un traguardo nel Guinness dei Primati dopo aver ottenuto 500 milioni di visualizzazioni su YouTube in tre mesi dalla pubblicazione. A partire da aprile 2019, il video è il video arabo più visto su YouTube, con oltre 720 milioni di visualizzazioni.
Un anno dopo, Lamjarred pubblicò un altro singolo intitolato "Ana Machi Sahel" (in arabo أنا ماشي ساهل‎?), che venne seguito con un video musicale in bianco e nero pubblicato su YouTube che presenta fan di Lamjarred che hanno filmato se stessi cantando la canzone a casa, nelle loro macchine o in giro. Lamjarred non ha aspettato troppo a lungo per rilasciare un altro singolo con il nome di "Ghaltana" (in arabo غلطانة‎?) sotto forma di un videoclip diretto da Amr Rouani. Il video ha catturato lo sguardo per il suo selvaggio west, la sua sensazione grintosa, ispirata all'amore infantile di Rouani per i film di Mad Max.
In seguito a questo successo, la produzione musicale di Lamjarred ha avuto un breve intervallo mentre era sotto processo a Parigi per violenza sessuale, ma è tornato ad agosto 2017 con il singolo "Let Go". Fu un successo immediato, ottenne circa mezzo milione di visualizzazioni su YouTube dopo un'ora dalla sua uscita. Lamjarred in seguito ha pubblicato altre canzoni di successo come "Ghazali" (in arabo غزالي‎?), che ha guadagnato più di mezzo milione di visualizzazioni in pochi minuti con una media di 50.000 visualizzazioni ogni cinque minuti in cui è presente anche la popolare attrice di Bollywood, Nora Fatehi. "Ghazali" è seguito da "Casablanca", altro singolo in cui Lamjarred canta in francese.
Nell'agosto 2018 Lamjarred è stato nuovamente arrestato a Saint Tropez, interrompendo la sua carriera musicale fino al dicembre 2018, nel quale ha pubblicato un altro singolo, intitolato "Baddek Eih" (in arabo بدك ايه‎?) per il 70º compleanno di sua madre. Dopo 4 ore dalla pubblicazione, il video musicale ufficiale ha ricevuto oltre un milione di visualizzazioni su YouTube.

## Vita privata
Lamjarred conduce una vita sentimentale molto privata, ma ci sono voci di corridoio confermate che dicono che fosse sposato e abbia divorziato nel 2015. Quando gli è stato chiesto dai media, ha dato colpa alla gelosia, sostenendo che potrebbe distruggere le vite, specialmente dal momento che egli lavora come artista d'intrattenimento.

## Accuse di stupro e indagini
Nel febbraio del 2010, mentre era in visita negli Stati Uniti, Saad Lamjarred fu accusato di aver picchiato e violentato una donna di Brooklyn, a New York. Lamjarred è fuggito dagli Stati Uniti: rischiava di essere arrestato se fosse tornato. Il caso è stato archiviato nel 2016, dopo che l'accusatore ha smesso di collaborare con i pubblici ministeri e ha raggiunto un accordo sulla una causa.
Lamjarred è stato arrestato al Marriott Champs Elysées nel 17º arrondissement di Parigi il 25 ottobre 2016, dove è apparso davanti a un pubblico ministero francese per affrontare le accuse su una presunta aggressione sessuale contro una donna francese. Doveva esibirsi al Palais des congrès de Paris il 29 ottobre 2016. Lamjarred è stato rilasciato il 13 aprile 2017, ma continua ad essere accusato. All'inizio del 2017, gli è stato vietato esibirsi in pubblico, viaggiare e parlare con i media. Il re del Marocco, Mohammed VI, lo ha aiutato a coprire le sue tasse e assumere una squadra legale. Nel 2017, una donna franco-marocchina lo ha accusato di cattiva condotta sessuale e abusi in un appartamento a Casablanca, in Marocco, nel 2015. In seguito ritirò la denuncia sotto la pressione della sua famiglia.
Il 26 agosto 2018, è stato nuovamente arrestato a Saint-Tropez in seguito a una nuova accusa di stupro in Francia. Lamjarred, che ha negato le accuse, è stato rilasciato su una cauzione di 150.000 euro e non ha potuto lasciare la Francia. Il suo rilascio su cauzione è stato successivamente impugnato dal Parquet di Draguignan (pubblico ministero). Il 18 settembre 2018, fu incarcerato in Francia a seguito di una decisione della cour d'appel (corte d'appello) di Aix-en-Provence. Il 20 novembre 2018, fu annunciato che era stato scagionato da accuse di stupro, ma sarebbe stato processato per reati di violenza sessuale e violenza volontaria. Il 6 dicembre 2018, è stato annunciato che le autorità francesi lo hanno rilasciato in libertà condizionata ed è in attesa di processo. Il suo passaporto marocchino è stato confiscato, non gli è permesso di lasciare la Francia e deve presentarsi al distretto più vicino una volta alla settimana.
Dopo la terza accusa, è iniziata una campagna sui social media con gli hashtag "Lamjarred out" e "masaktach" (non saremo messi a tacere), con gli utenti che chiedono che le sue canzoni vengano tolte dalle stazioni radio. 2M e Hit Radio furono tra i primi a togliere le sue canzoni dalle vie aeree, dichiarando che avrebbero chiesto agli ascoltatori se avrebbero dovuto mantenere il divieto permanente o meno.
Nel settembre del 2018, dopo una campagna sui social network, alcuni media marocchini hanno interrotto la trasmissione delle canzoni di Lamjarred.
Martedì 19 novembre 2019 si è svolto un processo molto importante per il cantante marocchino, il tribunale ha concesso all'imputato le prime libertà. Infatti, quel giorno Saad, dopo 3 anni, è riuscito ad ottenere la possibilità di viaggiare, ritornare ad animare i suoi concerti e cantare con il suo pubblico.
Le femministe egiziane hanno anche condotto una campagna contro la presenza di Saad Lamjarred in Egitto, con tre grandi ondate elettorali nel 2020, 2021 e 2022. Hanno organizzato e di fatto cancellato il suo concerto nel dicembre 2020 e un'apparizione in un talk show egiziano nel 2021, ma il suo concerto ha avuto luogo nonostante le campagne virali contro di esso.
Il 24 febbraio 2023, un tribunale di Parigi ha riconosciuto Lamjarred colpevole di stupro con sette voti su nove e lo ha condannato a 6 anni di carcere.  Lamjarred ha negato l'accusa, sostenendo di non aver penetrato la vittima.  Ha aggiunto che lui e la vittima si erano baciati e si erano spogliati consensualmente, e che il suo unico atto violento era stato quello di allontanare di riflesso il suo viso dopo che lei gli aveva grattato la schiena, un atto di cui afferma di rimpiangere.  Secondo la giornalista Marine DelaMoissoniere, il tribunale era convinto che la penetrazione fosse avvenuta, nonostante il fatto che tracce del DNA di Lamjarred fossero state trovate solo sui vestiti della vittima.  Il tribunale ha sostenuto la sua decisione anche con le testimonianze del personale che lavora presso l'hotel.

## Il ritorno sul palco
Il primo concerto dopo la lunga assenza si è svolto a Riad in Arabia Saudita, il 18 dicembre 2019 su invito di Turki Al-Sheikh consigliere presso la corte reale e attuale presidente dell'autorità generale per l'intrattenimento. Il 10 gennaio 2020 Lamjarred si è esibito al Dubai World Trade Center con il cantante e attore egiziano Mohamed Ramadan cantando dal vivo la loro hit Ensay. Il 20 gennaio si esibisce di nuovo in Arabia Saudita nella città di Jedda in occasione di un festival.

## Discografia

### Album in studio
- 2013 – Wala aalik

### Singoli
- 2009: "Waadini" (واعديني)
- 2012: "Salina Salina" (سلينا سلينا)
- 2014: "Enty" (أنتي)
- 2015: "Lm3allem" (لمعلم)
- 2016: "Ana Machi Sahel" (أنا ماشي ساهل)
- 2016: "Ghaltana" (غلطانة)
- 2017: "Let Go"
- 2018: "Ghazali" (غزالي)
- 2018: "Ya Allah"
- 2018: "Casablanca"
- 2018: "Baddek Eih" (بدك ايه)
- 2019: "Njibek Njibek" (نجيبك نجيبك)
- 2019 “Ykhalik Lili”
- 2019 “Salam”
- 2020 "Adda Elkalam"

### Collaborazioni
- "Aaziz ou Ghali" (عزيز وغالي) - feat. Bachir Abdou
- "Sa'aa Saaida" (ساعة سعيدة) - feat. Sofia Mountassir
- "Ya Ensan" (يا إنسان) - feat. Salah Alkurdi
- "Wana Ma'ak" (وأنا معاك) - feat. Asmaa Lamnawar
- ”Ensay”-feat Mohammed Ramadan
- Asif Habibi -feat Fnaïre
- "Lewjeh Tani" -feat Zouhair Bahaoui
- "Lghadi Wehdou" -feat Karim Ziyad, Alhuwariyat

## Riconoscimenti
| Anno | Luogo                    | Categoria                    | Nomina/e        | Risultato       |
| ---- | ------------------------ | ---------------------------- | --------------- | --------------- |
| 2014 | MTV Europe Music Award   | Best Song                    | ENTY            | Candidato/a     |
| 2014 | Morocco Music Awards     | Best Song                    | ENTY            | Vincitore/trice |
| 2015 | Murex d'or               | Best Arabic Song             | ENTY            | Vincitore/trice |
| 2015 | DearGuest Award          | Best Song                    | Lmaallem        | Vincitore/trice |
| 2016 | Murex d'or               | Best Male Singer             | Saad Lamjarred  | Candidato/a     |
| 2016 | Big Apple Music Awards   | Best Male Singer             | Saad Lamjarred  | Candidato/a     |
| 2016 | MTV Africa Music Awards  | Listener's Choice            | Saad Lamjarred  | Candidato/a     |
| 2017 | Anghami                  | More than 100 millions plays | Saad Lamjarred  | Vincitore/trice |
| 2017 | Arab Nation Music Awards | Best Moroccan Song           | Ghaltana        | Vincitore/trice |
| 2017 | Arab Nation Music Awards | Best Music Video On Youtube  | Ana Machi Sahel | Vincitore/trice |
| 2017 | Arab Nation Music Awards | Best Arabic Song             | Ghaltana        | Vincitore/trice |
| 2017 | Murex d'or               | Best Arabic Song             | Ghaltana        | Vincitore/trice |
| 2017 | Murex d'or               | The People's Choice Award    | Saad Lamjarred  | Vincitore/trice |
| 2017 | daf BAMA Music Awards    | Best Song                    | LET GO          | Vincitore/trice |
| 2017 | HAPA Music Awards        | Best African Artist          | Saad Lamjarred  | Candidato/a     |
| 2017 | Morocco Music Awards     | Best Music Video             | LET GO          | Vincitore/trice |
| 2018 | Africa Music Awards      | Best Male Northern Artist    | Saad Lamjarred  | Candidato/a     |
| 2018 | Arab Nation Music Awards | Best Singer in North Africa  | LET GO          | Vincitore/trice |